# الكسندر بيكوك
الكسندر بيكوك (بالإنجليزية: Alexander Peacock)‏ هو سياسي أسترالي، ولد في 11 يونيو 1861 في أستراليا، وتوفي بنفس المكان في 7 أكتوبر 1933.

## مناصب
- انتخب Premier of Victoria [الإنجليزية]‏ (28 أبريل 1924 – 18 يوليو 1924).
- انتخب Premier of Victoria [الإنجليزية]‏ (18 يونيو 1914 – 29 نوفمبر 1917).
- انتخب Premier of Victoria [الإنجليزية]‏ (12 فبراير 1901 – 10 يونيو 1902).
- انتخب عضو الجمعية التشريعية فيكتوريا.